# 아이리시 음반 차트
아이리시 음반 차트(Irish Albums Chart)는 아일랜드 음반 산업 협회(IRMA)가 매주 발표하는 음반 차트이다.
이 차트는 이전에 차트 트랙(Chart-Track)이 IRMA를 대신하여 작성했으며 2017년부터 오피셜 차트 컴퍼니(Official Charts Company)에서 작성했다. 차트 순위는 소매업체에서 매일 전자적으로 캡처한 장외 소매 데이터를 통해 집계된 판매를 기반으로 한다. 차트 트랙에 따르면 모든 주요 레코드 매장과 40개 이상의 독립 매장이 차트에 대한 데이터를 제출하며 시장의 80% 이상을 차지한다. 금요일 정오에 아일랜드 녹음 음악 협회에서 새 차트를 편집하여 공개한다. 각 차트는 이전 목요일(즉, 발행 전날)의 "주간 종료" 날짜로 날짜가 표시된다.
톱 100으로 발표되었다. 그러나 차트 트랙의 기록은 아카이브에서 상위 75개만 기록한다.